# Carlisle Cullen
Carlisle Cullen (pronunciado como "Carlail") es un personaje ficticio de las novelas de Stephenie Meyer, Crepúsculo, Luna Nueva, Eclipse, Amanecer, y Sol de Medianoche.

## Biografía
Carlisle nació en Londres, Inglaterra, alrededor del año 1640 aunque las fechas no se señalaban con mucha precisión en aquella época, al menos no para la gente común se sabe que fue durante el gobierno de Cromwell. Fue el único hijo de un pastor anglicano. Su madre murió al alumbrarle a él. Su padre era un fanático. Cuando los protestantes subieron al poder, se unió con entusiasmo a la persecución desatada contra los católicos y personas de otros credos. También creía firmemente en la realidad del mal. Encabezó partidas de caza contra brujos, licántropos y vampiros.
Quemaron a muchos inocentes, por supuesto, ya que las criaturas a las que perseguían no eran tan fáciles de atrapar.
El pastor puso a su obediente hijo al frente de las brigadas cuando creció. Al principio Carlisle fue una decepción: no se precipitaba en lanzar acusaciones ni veía demonios donde no los había, pero era persistente y mucho más inteligente que su padre. De hecho, localizó un aquelarre de auténticos vampiros que vivían ocultos en las cloacas de la ciudad y solo salían a cazar durante las noches. En aquellos días, cuando los monstruos no eran meros mitos y leyendas, esa era la forma en que debían vivir.
La gente reunió horcas y antorchas, por supuesto, y se apostó allí donde Carlisle había visto a los monstruos salir a la calle. Al final, apareció uno.
Debía de ser muy viejo y estar debilitado por el hambre. Carlisle oyó como alertaba a los otros en latín cuando detectó el efluvio del gentío. Luego, corrió por las calles y Carlisle, que tenía 23 años y era muy rápido, encabezó la persecución. La criatura podía haberlos dejado atrás con facilidad, pero se dio la vuelta y los atacó. Primero se abalanzó sobre él, pero le hizo frente para defenderse y había otros muy cerca a quienes atacar. El vampiro mató a dos hombres y se escabulló llevándose a un tercero y dejando a Carlisle sangrando en la calle. 
Carlisle sabía lo que haría su padre: quemar los cuerpos y matar a cualquiera que hubiera resultado infectado por el monstruo. Carlisle actuó por instinto para salvar su pellejo. Se alejó a rastras del callejón mientras la turba perseguía al monstruo y a su presa. Se ocultó en un sótano y se enterró entre papas podridas durante 3 días. Era milagro que lograra mantenerse en silencio y pasar inadvertido. 
Se dio cuenta de que se había "convertido" cuando todo terminó. 
Cuando supo que se había convertido, se rebeló contra su condición, intento destruirse, pero eso no fue fácil de lograr. Se arrojó desde grandes alturas, e intento ahogarse en el océano, pero nada dio resultado, ya que en esta nueva vida era más fuerte y más resistente ante los peligros y ante la muerte. Resultaba sorprendente que fuera capaz de resistir el deseo de alimentarse cuando era aún tan inexperto.
De modo que su hambre crecía y al final se debilitó. Se alejó cuanto pudo de toda población humana al notar que su fuerza de voluntad también se estaba debilitando. Durante meses estuvo vagabundeando de noche en busca de los lugares más solitarios, maldiciéndose.
Una noche, una manada de ciervos cruzó junto a su escondite. La sed lo había vuelto salvaje que los atacó sin pensarlo. Recuperó fuerzas y comprendió que había una alternativa a ser el vil monstruo que temía ser. ¿Acaso no había comido venado en su vida anterior? Podía vivir sin ser un demonio y de nuevo se halló a sí mismo.
Comenzó a aprovechar mejor su tiempo. Siempre había sido inteligente y ávido de aprender. Ahora tenía un tiempo ilimitado por delante. Estudiaba de noche y trazaba planes durante el día. Se marchó a Francia a nado y continuó por Europa y sus universidades. De noche estudió Música, Ciencias, Medicina y encontró su vocación y su penitencia en salvar vidas. Carlisle necesitó 2 siglos de atormentadores esfuerzos para perfeccionar su autocontrol. 
Estudió en Italia cuando descubrió que allí había otros vampiros. Eran mucho más civilizados y cultos que los espectros de las alcantarillas londinenses.
Los amigos de Carlisle fueron una gran fuente de inspiración para Francesco Solimena. A menudo los representaba como dioses. Aro, Marcus y Caius. 
Carlisle solo estuvo entre ellos por un breve lapso, apenas unas décadas. Admiraba profundamente su amabilidad y su refinamiento, pero persistieron en su intento de curarle de aquella aversión a su "fuente natural de alimentación". Ellos intentaron persuadirlo y él a ellos, en vano. Llegados a ese punto, Carlisle decidió probar suerte en el Nuevo Mundo. Soñaba con hallar a otros como él. Pues estaba solo.
Transcurrió mucho tiempo sin que encontrara a nadie, pero podía interactuar entre los confiados humanos como si fuera uno de ellos porque los monstruos se habían convertido en tema de los cuentos de hadas. Comenzó a practicar la Medicina. Pero rehuía el ansiado compañerismo al no poder arriesgarse a un exceso de confianza.
Trabajaba por las noches en un hospital de Chicago cuando golpeó la endemia de gripe. Le había estado dando vueltas durante varios años y casi había decidido actuar. Ya que no encontraba un compañero, lo crearía; pero dudaba si hacerlo o no, ya que él mismo no estaba totalmente seguro de cómo se había convertido. Además, se había jurado no arrebatar la vida de nadie de la misma manera que se la habían robado a él. Estaba en ese estado de ánimo cuando encontró a Edward. No había esperanza para él, lo habían dejado en la sala de moribundos. Había asistido a sus padres, así que sabía que estaba solo en el mundo, y decidió intentarlo. Después encontró a Esme. Que cayó de un risco. La llevaron directamente a la morgue del hospital, aunque, nadie sabe cómo, su corazón seguía latiendo.
La siguiente fue Rosalie. Carlisle albergaba la esperanza de que ella fuera para Edward lo mismo que Esme para él. Pero ella nunca fue más que una hermana para él y solo 2 años después encontró a Emmett. Rosalie iba de caza, a los Apalaches, Y se topó con un oso que estuvo a punto de acabar con él. Lo llevó durante 150 kilómetros hasta Carlisle porque temió no ser capaz de hacerlo por sí sola. 
Rosalie vio algo en sus facciones que le dio suficiente entereza, y están juntos desde entonces. A veces viven separados de los demás Cullen, como una pareja casada.
Alice y Jasper eran 2 criaturas muy extrañas. Ambos desarrollaron una conciencia, sin ninguna guía o influencia externa. Jasper perteneció a otra familia... Una familia muy diferente. Se había deprimido y vagaba por su cuenta. Alice lo encontró, está dotada de ciertos dones superiores que van más allá de los propios de su especie.
Alice sabe otras cosas, ve cosas que podrían suceder, hechos venideros, pero todo es muy subjetivo. El futuro no está grabado en una piedra. Las cosas cambian.
Vio a Jasper y supo que la estaba buscando antes de que él la conociera. Vio a Carlisle y a su familia, y ellos acudieron a su encuentro.

## Apariencia Física
Como todos los vampiros, Carlisle es extremadamente pálido. Mide 1.90., su pelo es de color rubio, y sus ojos varían de negro a dorado, dependiendo de su sed. Es tan atractivo que, según Charlie, las enfermeras del hospital no se concentran en su trabajo, y que parece más un actor de cine. Incluso Bella reconoce que es muy apuesto. Durante su estancia en Volterra, los Vulturi le nombraron Conde. Psicológicamente, es muy noble y "humano", es decir, trata de que sus actos no sean los propios de un vampiro y beneficiosos ante las comunidades humanas.

## Habilidades
Es un vampiro que tiene el poder de la compasión, más que cualquier otro; y una gran fuerza de voluntad. Al igual que los demás es un vampiro con la habilidad de tener un extremo autocontrol sobre la sangre humana adquiriéndolo con muchos años de práctica. Tiene un buen corazón, es extremadamente bueno, le gusta proteger a su familia y a los que les rodean.
- Datos: Q2535532